# András Tóth (nadador)
András Tóth es un deportista húngaro que compitió en natación adaptada. Ganó dos medallas en los Juegos Paralímpicos de Verano, oro en Nueva York y Stoke Mandeville 1984 y bronce en Seúl 1988.

## Palmarés internacional
| Juegos Paralímpicos | Juegos Paralímpicos                                        | Juegos Paralímpicos | Juegos Paralímpicos |
| Año                 | Lugar                                                      | Medalla             | Prueba              |
| ------------------- | ---------------------------------------------------------- | ------------------- | ------------------- |
| 1984                | Nueva York (Estados Unidos) Stoke Mandeville (Reino Unido) | Medalla de oro      | 50 m espalda L3     |
| 1988                | Seúl (Corea del Sur)                                       | Medalla de bronce   | 50 m espalda L3     |